# Gotley
Gotley är en udde i Antarktis. Den ligger i Östantarktis. Australien gör anspråk på området.
Terrängen inåt land är kuperad åt nordväst, men åt sydväst är den platt. Havet är nära Gotley åt sydost.  Trakten är obefolkad. Det finns inga samhällen i närheten.